# Sarcolobus banksii
Sarcolobus banksii är en oleanderväxtart som beskrevs av Schult.. Sarcolobus banksii ingår i släktet Sarcolobus och familjen oleanderväxter. Inga underarter finns listade i Catalogue of Life.